# Boliney (Abra)
Boliney is een gemeente in de Filipijnse provincie Abra op het eiland Luzon. Bij de laatste census in 2007 had de gemeente ruim 3 duizend inwoners.

## Geografie

### Bestuurlijke indeling
Boliney is onderverdeeld in de volgende 8 barangays:
| - Amti - Bao-yan - Danac East - Danac West - Dao-angan - Dumagas - Kilong-Olao - Poblacion |

## Demografie
Boliney had bij de census van 2007 een inwoneraantal van 3.349 mensen. Dit zijn 9 mensen (0,3%) meer dan bij de vorige census van 2000. De gemiddelde jaarlijkse groei komt daarmee uit op 0,04%, hetgeen lager is dan het landelijk jaarlijks gemiddelde over deze periode (2,04%). Vergeleken met de census van 1995 is het aantal mensen met 193 (6,1%) toegenomen.

De bevolkingsdichtheid van Boliney was ten tijde van de laatste census, met 3.349 inwoners op 217 km², 15,4 mensen per km².